# مارک یان البریخ
مارک یان البریخ (به لهستانی: Marek Jan Olbrycht) (متولد ۱۹۶۴) تاریخ‌دان لهستانی است که متخصص در زمینه باستان‌شناسی مدیترانه باستان و دستیار است. او استاد دانشگاه ژشوف است.

## موفقیت‌های علمی
علاقه پژوهشی البریخ متمرکز بر تاریخ باستان، به ویژه تاریخ و فرهنگ ایران و آسیای میانه (دوران پیش از اسلام)، ارتباط یونان و روم با شرق، اسکندر مقدونی و دوران هلنی، مهرداد ششم پنتوس و تاریخ هنر جنگ است. نوشته‌های او شامل این کتاب‌ها و مقالات است:
- Die politischen Beziehungen zwischen dem arsakidischen Iran und den Nomaden der eurasischen Steppen, Münster 1998.
- Aleksander Wielki i świat irański, Rzeszów 2004.
- Historia Iranu, Wrocław 2010.
- "Early Arsakid Parthia (ca. 250—165 B.C.) : at the crossroads of iranian, hellenistic, and Central Asian history", Leiden ; Boston, 2021